# Vlaamse Esperantobond
De Vlaamse Esperantobond (of in het Esperanto Flandra Esperanto-Ligo, FEL), gesticht op 7 oktober 1978,  is de koepelorganisatie van de verschillende Esperantoverenigingen in Vlaanderen. FEL is een Vlaamse vzw die gevestigd is in de Lange Beeldekensstraat 169 te 2060 Antwerpen.   Het aantal leden is rond de 300.
Het ledentijdschrift van de Vlaamse Esperantobond is "Horizontaal" (lees Horizon-Taal) en is grotendeels geschreven in het Nederlands, want het wil ook informeren over talen in het algemeen.
In het Esperantohuis Antwerpen vinden wekelijks voordrachten plaats. Deze worden meestal gehouden in het Esperanto. Daarnaast is FEL de uitgever van tijdschriften en boeken in het Esperanto. Het tijdschrift Monato heeft lezers in meer dan 40 landen. Naast voordrachten organiseert FEL ook uitstappen en reizen naar Esperantobijeenkomsten.
De webwinkel van FEL is opgestart op 9 februari 1996 en is bijgevolg waarschijnlijk de oudste functionerende webwinkel van Esperantoboeken en -muziek.

## Doelstellingen
Volgens de statuten zijn de belangrijkste doelstellingen van de vereniging:
- De bevordering door alle geschikte middelen, onder alle Nederlandstaligen in België, van de internationale taal Esperanto, zoals die werd samengesteld door haar auteur, Dr. Zamenhof, en door de daaropvolgende beslissingen van de Esperantoacademie.
- De vertegenwoordiging van de Esperantobeweging t.o.v. de regionale autoriteiten en het publiek
- Het bevorderen van de relatie tussen Vlaanderen en de andere streken en landen door middel van het Esperanto.